# Веллс (Британська Колумбія)
Веллс (англ. Wells) — окружний муніципалітет в Канаді, у провінції Британська Колумбія, у складі регіонального округу Карібу.

## Населення
За даними перепису 2016 року, окружний муніципалітет нараховував 217 осіб, показавши скорочення на 11,4%, порівняно з 2011-м роком. Середня густина населення становила 1,4 осіб/км².
З офіційних мов обидвома одночасно володіли 10 жителів, тільки англійською — 205. Усього 10 осіб вважали рідною мовою не одну з офіційних.
Працездатне населення становило 65,9% усього населення, рівень безробіття — 14,8% (23,1% серед чоловіків та 14,3% серед жінок). 70,4% осіб були найманими працівниками, а 29,6% — самозайнятими.
28,6% мешканців мали закінчену шкільну освіту, не мали закінченої шкільної освіти — 21,4%, 47,6% мали післяшкільну освіту, з яких 40% мали диплом бакалавра, або вищий.
| Статево-вікова структура населення | Статево-вікова структура населення | Статево-вікова структура населення | Статево-вікова структура населення | Статево-вікова структура населення |
| ---------------------------------- | ---------------------------------- | ---------------------------------- | ---------------------------------- | ---------------------------------- |
|                                    |                                    |                                    |                                    |                                    |
| Всього                             | Всього                             | 51,2%48,8%                         |                                    |                                    |
| 0 — 14 років                       | 0 — 14 років                       |                                    | 14%                                | 14%                                |
| 15 — 64 років                      | 15 — 64 років                      |                                    | 69,8%                              | 69,8%                              |
| 65 і більше                        | 65 і більше                        |                                    | 16,3%                              | 16,3%                              |
| Середній вік (років)               | Середній вік (років)               | 46,042,7                           | 44,4                               | 44,4                               |
| Медіана (років)                    | Медіана (років)                    | 52,044,5                           | 48,8                               | 48,8                               |
| — чоловіки — жінки                 |                                    |                                    |                                    |                                    |

| Походження мешканців:     | Походження мешканців:     | Походження мешканців: | Походження мешканців: | Походження мешканців: |
| ------------------------- | ------------------------- | --------------------- | --------------------- | --------------------- |
| Походження                |                           |                       | осіб                  | %                     |
| Корінні американці        | Корінні американці        |                       | 15                    | 6.52%                 |
| Інше північноамериканське | Інше північноамериканське |                       | 45                    | 19.57%                |
| Європейське               | Європейське               |                       | 215                   | 93.48%                |
| британське                | британське                |                       | 150                   | 65.22%                |
| французьке                | французьке                |                       | 30                    | 13.04%                |
| українське                | українське                |                       | 35                    | 15.22%                |

| Зайнятість населення за галузями (за класифікацією NOC): | Зайнятість населення за галузями (за класифікацією NOC): | Зайнятість населення за галузями (за класифікацією NOC): | Зайнятість населення за галузями (за класифікацією NOC): | Зайнятість населення за галузями (за класифікацією NOC): |
| -------------------------------------------------------- | -------------------------------------------------------- | -------------------------------------------------------- | -------------------------------------------------------- | -------------------------------------------------------- |
|                                                          |                                                          |                                                          |                                                          |                                                          |
| Управління                                               | Управління                                               |                                                          | 18,5%                                                    | 18,5%                                                    |
| Освіта, правозахист, муніципальні та урядові служби      | Освіта, правозахист, муніципальні та урядові служби      |                                                          | 22,2%                                                    | 22,2%                                                    |
| Мистецтво, культура, відпочинок та спорт                 | Мистецтво, культура, відпочинок та спорт                 |                                                          | 14,8%                                                    | 14,8%                                                    |
| Роздрібна торгівля та послуги                            | Роздрібна торгівля та послуги                            |                                                          | 22,2%                                                    | 22,2%                                                    |
| Гуртова торгівля, транспорт та обладнання                | Гуртова торгівля, транспорт та обладнання                |                                                          | 11,1%                                                    | 11,1%                                                    |
| Природні ресурси, сільське господарство                  | Природні ресурси, сільське господарство                  |                                                          | 7,4%                                                     | 7,4%                                                     |
| Виробництво                                              | Виробництво                                              |                                                          | 7,4%                                                     | 7,4%                                                     |

## Клімат
Середня річна температура становить 2°C, середня максимальна – 16,3°C, а середня мінімальна – -14,6°C. Середня річна кількість опадів – 927 мм.
| Клімат поселення                              | Клімат поселення | Клімат поселення | Клімат поселення | Клімат поселення | Клімат поселення | Клімат поселення | Клімат поселення | Клімат поселення | Клімат поселення | Клімат поселення | Клімат поселення | Клімат поселення | Клімат поселення |
| Показник                                      | Січ.             | Лют.             | Бер.             | Квіт.            | Трав.            | Черв.            | Лип.             | Серп.            | Вер.             | Жовт.            | Лист.            | Груд.            |                  |
| Середній максимум, °C                         | −2,56            | 0,15             | 3,09             | 7,62             | 12,48            | 16,16            | 16,25            | 16,17            | 12,03            | 6,96             | −0,03            | −4,11            |                  |
| Середня температура, °C                       | −8,6             | −5,88            | −2,95            | 1,57             | 6,45             | 10,12            | 12,28            | 12,17            | 8,03             | 2,96             | −4,02            | −8,1             |                  |
| Середній мінімум, °C                          | −14,64           | −11,93           | −8,98            | −4,47            | 0,40             | 4,08             | 8,28             | 8,18             | 4,04             | −1,04            | −8               | −12,09           |                  |
| Норма опадів, мм                              | 84               | 57               | 60               | 53               | 68               | 99               | 94               | 78               | 78               | 85               | 87               | 84               |                  |
| Середньомісячна швидкість вітру, м/с          | 2.34             | 2.34             | 2.59             | 2.73             | 2.63             | 2.43             | 2.24             | 2.10             | 2.22             | 2.57             | 2.61             | 2.46             |                  |
| Середньомісячна сонячна радіація, кДж/м²·день | 2897             | 5790             | 10585            | 15351            | 18656            | 20359            | 20647            | 17497            | 11832            | 6532             | 3108             | 2147             |                  |
| --------------------------------------------- | ---------------- | ---------------- | ---------------- | ---------------- | ---------------- | ---------------- | ---------------- | ---------------- | ---------------- | ---------------- | ---------------- | ---------------- | ---------------- |
| Джерело:                                      |                  |                  |                  |                  |                  |                  |                  |                  |                  |                  |                  |                  |                  |